# Laminas
Laminas (wcześniej Zend Framework) – framework przeznaczony do tworzenia aplikacji WWW w języku PHP. Do 17 kwietnia 2019 framework rozwijała firma Zend Technologies. Obecnie utrzymywany jest przez Linux Foundation oraz niezależnych programistów, co gwarantuje stałe wsparcie techniczne. Framework rozpowszechniany jest na licencji BSD.

## Historia projektu
Początki projektu sięgają wczesnego roku 2005, kiedy popularność wśród programistów WWW zaczęły zdobywać inne frameworki, jak Spring Framework czy Ruby on Rails. Zend Framework został po raz pierwszy przedstawiony publicznie na pierwszej konferencji Zend w październiku 2005. Wersje rozwojowe dostępne były od 3 marca 2006, a pierwsze stabilne wydanie ukazało się 2 lipca 2007 roku.

## Opis biblioteki
Laminas to zbiór uniwersalnych bibliotek PHP przeznaczonych do tworzenia aplikacji WWW. Dostarczają one zarówno podstawowe mechanizmy, na których opiera się działanie aplikacji, oraz dodatkowe biblioteki użytkowe obsługujące np. wysyłanie e-maili czy komunikację z innymi aplikacjami WWW.
Jednym z podstawowych założeń projektu jest stopień swobody pozostawiony programiście. Framework nie narzuca żadnego konkretnego sposobu postępowania lub wzorca, którego muszą trzymać się programiści w danych sytuacjach. Pomimo tego w implementacji stosowanych jest wiele uniwersalnych wzorców projektowych takich jak MVC, Table Data Gateway czy Two Step View.
Innym z założeń projektu jest promowanie dobrych praktyk programistycznych wśród programistów PHP. W przeciwieństwie do innych frameworków osiągane jest to na zasadzie sugestii i podpowiedzi podsuwanych poprzez rozsądną domyślną konfigurację komponentów, którą można jednak w każdej chwili nadpisać w zależności od potrzeb.

## Wymagania
Wersja 4.3 Laminas wymaga PHP w wersji 7.4 lub nowszej. Poprzednie wydania współpracowały z wersjami PHP od 5.1.4. Ponadto wiele komponentów może wymagać obecności odpowiednich rozszerzeń PHP.

## Kod, dokumentacja, testy
Komponenty obecne w Laminasie muszą spełniać restrykcyjne wymogi dotyczące jakości kodu oraz dokumentacji. Kod musi spełniać standardy kodowania ZF oraz normy PSR, być udokumentowany, a pokrycie kodu testami jednostkowymi musi być wyższe niż 80%.